# Michael Küchelbecker

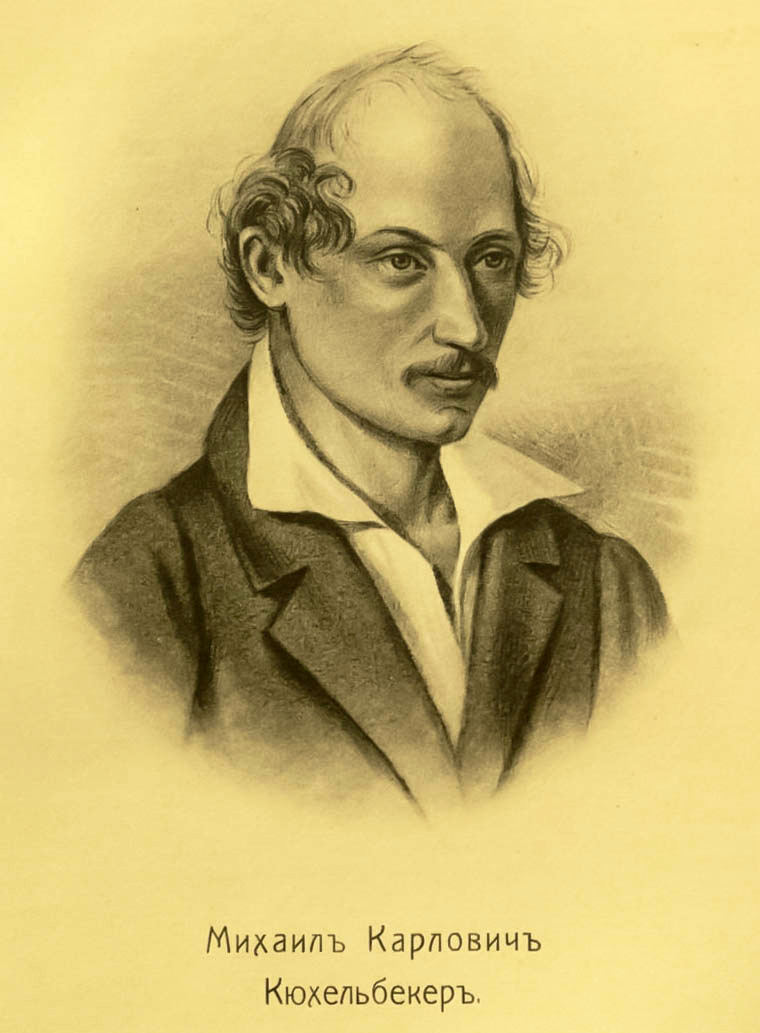
Michael Küchelbecker

Michael Karlowitsch Küchelbecker (russisch Михаил Карлович Кюхельбекер, wiss. Transliteration Michail Karlovič Kjuchel'beker; * 1798 im Gouvernement Estland; † 1859 in Bargusin, Region Transbaikalien) war ein russischer Gardeleutnant, Forschungsreisender und Dekabrist.

## Leben

### Leutnant
Michael, der Sohn von  Karl Heinrich Küchelbecker (28. Dezember 1748 bis 6. März 1809) aus Bautzen und seiner Ehefrau Justina Elisabeth von Lohmann (20. März 1757 bis 26. März 1841) aus Segewold, besuchte von 1811 bis 1815 die Sankt Petersburger Seekadetten-Akademie und war vom 7. Juni 1813 bis 2. Februar 1814 Gardemarin in der Kaiserlich Russischen Marine. Am 2. Februar 1814 trat er in die Garde der Kaiserlich Russischen Marine ein und wurde am 21. Juni 1815 Mitschman. 1819 war er an Bord der Brigg Nowaja Semlja unter Leutnant Andrei Lasarew Teilnehmer an der Nordpolarexpedition zur gleichnamigen Insel. Am 2. Februar 1820 wurde er Leutnant. 1821–1824 nahm er an Bord der Sloop Apollon unter Kapitänleutnant Irinarch Tulubjew an einer Kamtschatka-Expedition mit anschließender Weltumsegelung teil und erhielt – wieder daheim – den Orden des Heiligen Wladimir.

### Dekabrist

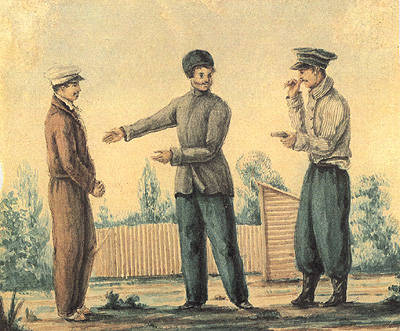
Nikolai Petrowitsch Repin um 1829: Iwan Jakuschkin, Pawel Bobrischtschew-Puschkin und Michael Küchelbecker im Hof des Ostrog Tschita.

Michael Küchelbecker war kein Mitglied der dekabristischen Geheimgesellschaft, doch er nahm am Aufstand der Offiziere am 14. Dezember 1825 auf dem Sankt Petersburger Senatsplatz teil und wurde dafür 1826 in die Peter-und-Paul-Festung eingekerkert. Am 10. Juli zu acht Jahren Katorga verurteilt, wurde die Strafe am 22. August auf fünf Jahre reduziert. Zwischenzeitlich – am 22. Juli 1826 – wurde er in die Festung Kexholm und schließlich am 5. Februar 1827 von der Peter-und-Paul-Festung aus, nach Sibirien verbannt. Am 22. März kam er im Ostrog Tschita an.
Im September 1830 wurde er in die Katorga Peter-Hütte verbracht. In dieser „Zuchthäusler-Akademie“ bekam er Zeit für historische, geographische und ökonomische Studien. Er ließ bei dem Mithäftling Sergei Kriwzow die Singstimme bilden und versuchte sich zudem als Gärtner, Landwirt und Schneider.

### Siedler
Am 10. Juli 1831 wurde Michael Küchelbecker in Bargusin zwangsangesiedelt und heiratete dort am 3. Juni 1834 die Kleinbürgerin Anna Stepanowna Tokarewa. Das Paar hatte fünf Töchter – Justina (* 1836), Julia (1840–1905), Katharina (* 1846), Anna (* 1852) und Anastasia (1857–1860). Michael Küchelbecker experimentierte als Landwirt weiter; wollte Nutzpflanzen östlich des Baikal kultivieren. Weil er die Dorfbevölkerung von Bargusin unentgeltlich medizinisch versorgte, stieg sein Ansehen. Ebenfalls kostenlos tat Michael Küchelbecker etwas für die Schulbildung der Einwohner. Auf dem Sektor der pädagogischen Fortbildung kooperierte er mit dem Dekabristen Iwan Jakuschkin. Ab dem 20. Januar 1836 unterstützte ihn der Bruder Wilhelm – ebenfalls nach Sibirien verbannt – bei seinem medizinisch-pädagogischen Hilfswerk. Die geographischen Studien setzte Michael Küchelbecker fort; schrieb einen Kurzen Abriss über Transbaikalien.
Alexander II. gab Michael Küchelbecker am 26. August 1856 die Adelsprivilegien zurück. In der Hauptsache aus finanziellen Gründen blieb der Rehabilitierte in Sibirien. Ab dem 12. Dezember 1858 wurde Michael Küchelbecker nicht mehr polizeilich beaufsichtigt. Zuletzt arbeitete er für Unternehmungen, die in Sibirien Gold abbauten und bemühte sich um Schürfrechte in Ostsibirien.

## Geschwister
- Bruder: Wilhelm
- Schwestern
  - Justina (12. Juli 1786 bis 15. Juli 1871)
  - Julia (1. Februar 1795 bis 9. Juli 1869)